# Königliches Gericht Kohren
Das Königliche Gericht Kohren war ein Gericht im Königreich Sachsen mit Sitz in Kohren.

## Geschichte

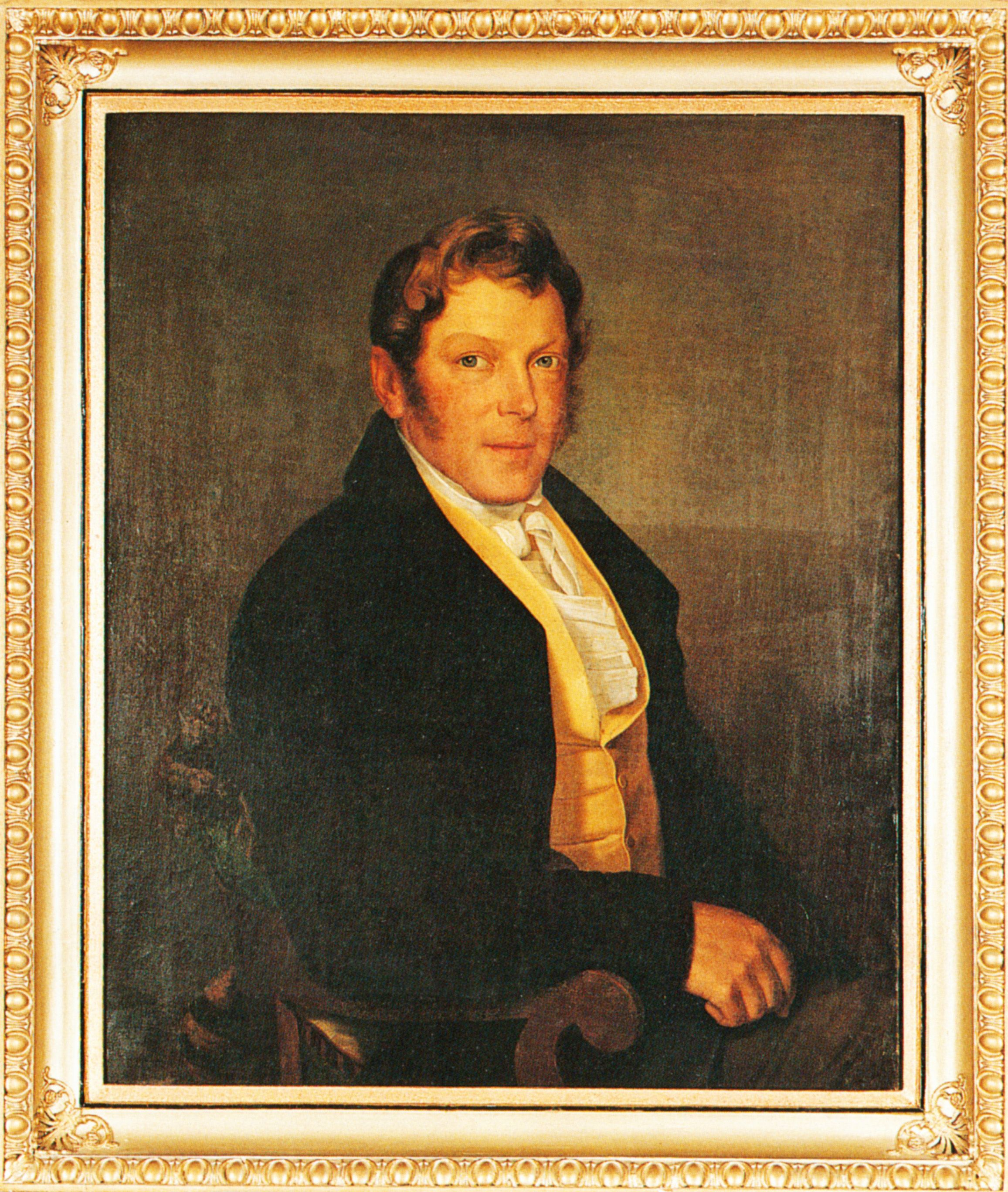
Wilhelm Crusius, 1829 Ölgemälde von G. A. Hennig

Die Rittergüter Sahlis und Rüdigsdorf verfügten im frühen 19. Jahrhundert über Patrimonialgerichtsbarkeit. Patrimonialgerichte wurden in dieser Zeit kontrovers diskutiert. Vielfach bemühten sich die Staaten im Deutschen Bund, diese abzulösen und die Rechtsprechung in staatlichen Gerichten zu konzentrieren. Die Bereitschaft der Rittergutsbesitzer, auf ihre bestehenden Rechte zu verzichten, war nicht sehr groß. Im Fall der Rittergüter Sahlis und Rüdigsdorf war der Besitzer, Wilhelm Crusius, jedoch ein modern denkender Mann. Er nutzte und förderte moderne Methoden der Landwirtschaft und wandelte seine Güter in Musterbetriebe um. Auch in Hinblick auf die Gerichtsbarkeit dachte der studierte Jurist modern und wurde erster Patrimonialherr Sachsens, der seine Eigengerichtsbarkeit freiwillig an den Staat abtrat.
1833 teilte er dem Justizminister schriftlich mit, dass „eine durchgreifende Verbesserung der Justizpflege nur dann vollkommen möglich werde, wenn die Gerichtsbarkeit als ein unmittelbarer Ausfluss der höchsten Staatsgewalt erscheinen kann“ und bot den Verzicht auf seine Patrimonialgerichtsbarkeit an. Am 1. Oktober 1834 wurde das Königliche Gericht Kohren eingerichtet, welches die Gerichtsbarkeit der beiden Rittergüter Sahlis und Rüdigsdorf übernahm. Es hatte seinen Sitz in der Stadt Kohren.
Ab den 1840er Jahren verstärkte die Regierung den Druck auf die Rittergutsbesitzer, ihre Gerichte abzutreten. Zwischen 1851 und 1853 gelang es, vier weitere freiwillige Abgaben von Patrimonialgerichtsbarkeiten an das Königliche Gericht Kohren zu bewirken. Im Juni 1856 wurde das Königliche Gericht Kohren aufgelöst und seine Befugnisse den Königlichen Gerichte Frohburg und Penig übertragen. Diese gingen zum 1. Oktober 1856 in die Gerichtsämter Frohburg und Penig über. Gleichzeitig wurden alle verbliebenen Patrimonialgerichte in Sachsen aufgehoben.

## Richter
Justitiare am Königlichen Gericht Kohren waren:
- Carl Amadeus Schmelz (1834–1836), suspendiert
- Eduard August Hecht (1836–1837), interimistisch eingesetzt
- Carl Heinrich Pietsch (1837–1841)
- Friedrich Wilhelm Raabe (1841–1843)
- Karl Wilhelm Gangloff (1843–1851)
- Karl Friedrich Josef Stachel (1851–1853)
- Carl Friedrich Traugott Siegert (1853–1856)